# St. Jakobus der Ältere (Niederstetten)

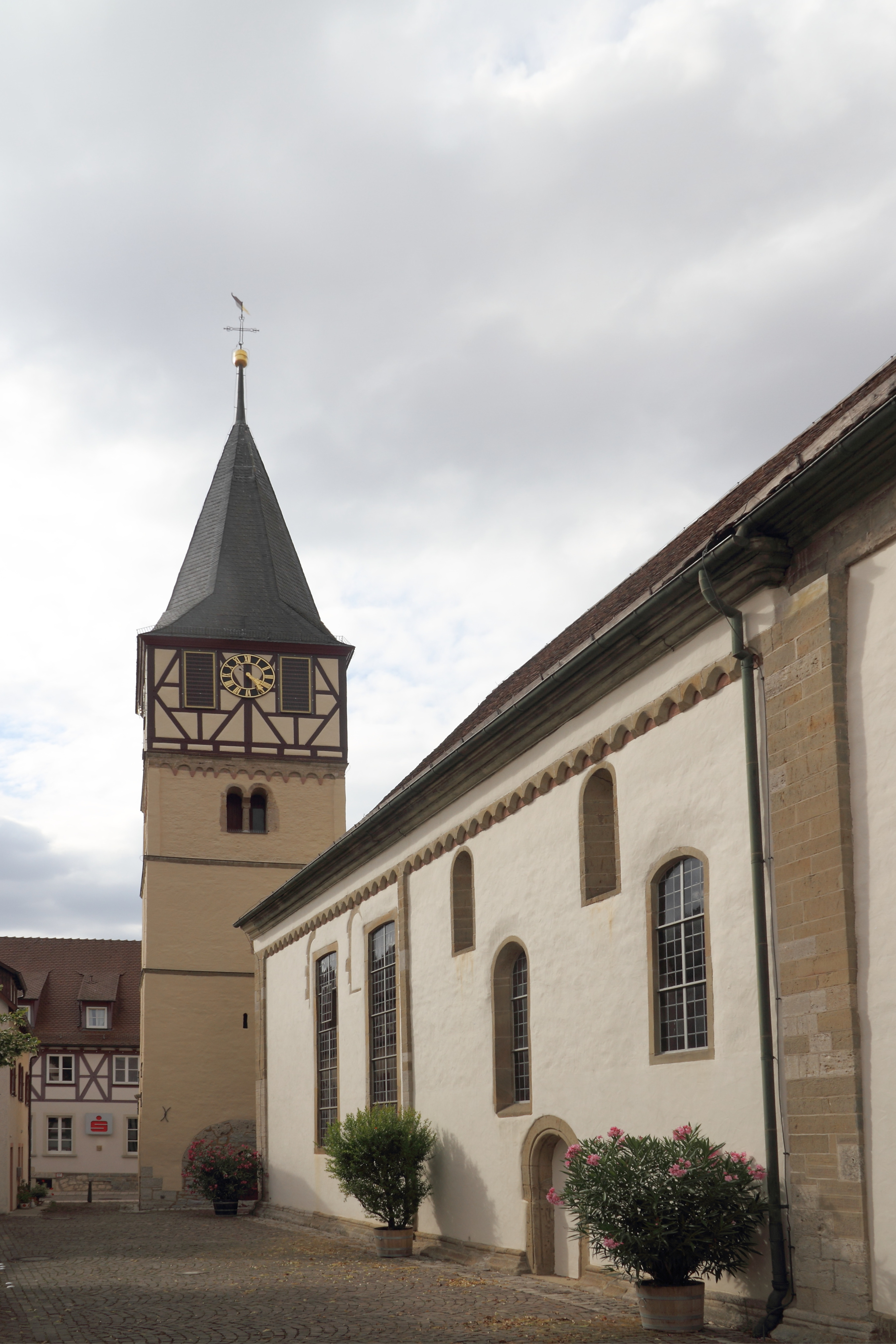
St. Jakobus der Ältere in Niederstetten

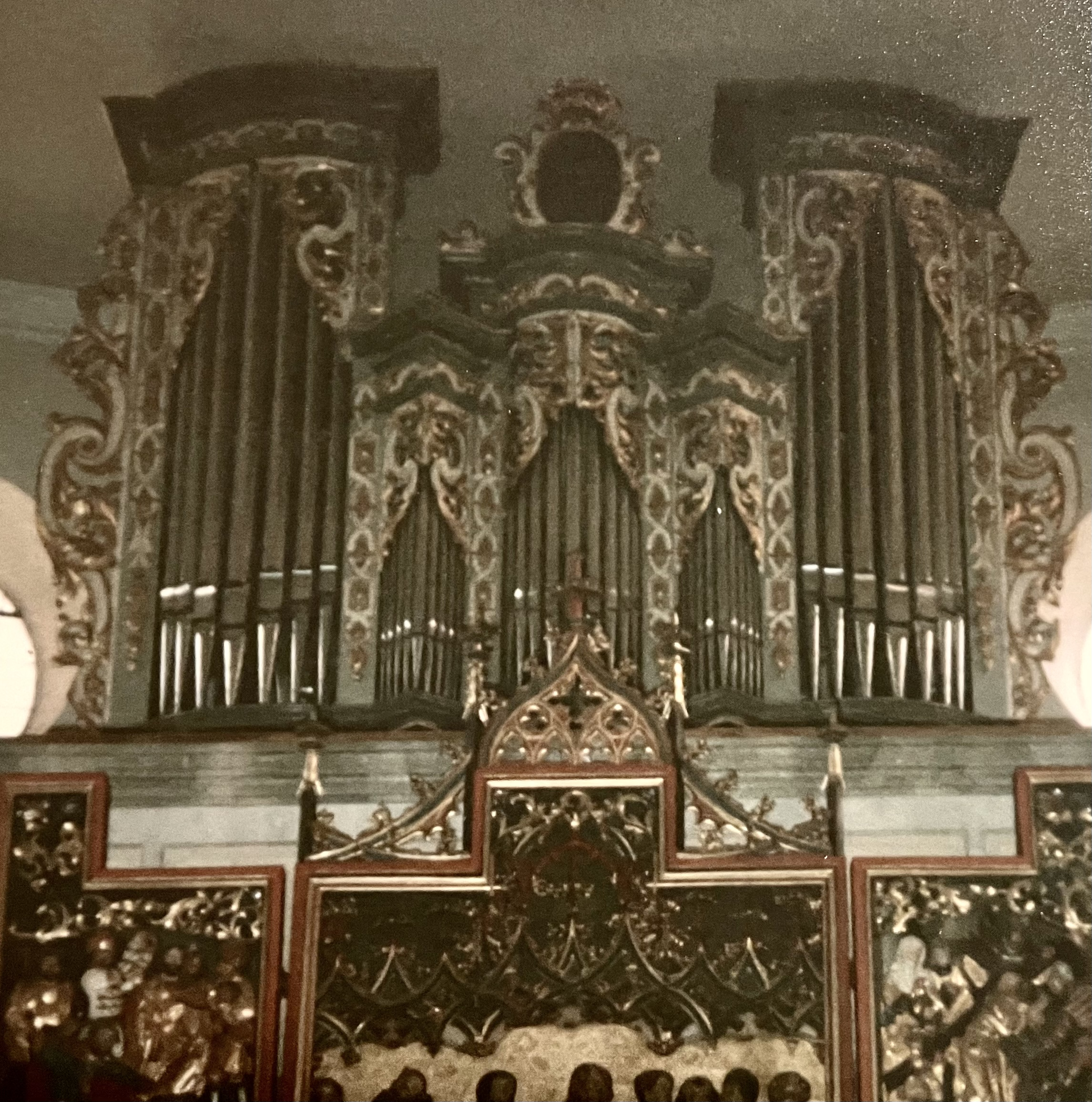
Orgel

Die evangelische Pfarrkirche St. Jakobus der Ältere steht in Niederstetten, einer Kleinstadt im Main-Tauber-Kreis in Baden-Württemberg. Das Bauwerk ist beim Landesamt für Denkmalpflege Baden-Württemberg als Baudenkmal eingetragen. Die Kirche gehört zum Kirchenbezirk Weikersheim der Evangelischen Landeskirche in Württemberg.

## Beschreibung
Die heutige Saalkirche geht auf einem Umbau von 1788 zurück. Sie besteht aus einem im Osten dreiseitig geschlossenen Langhaus und einem Campanile, im Kern der Chorturm des romanischen Vorgängerbaus, vor der Südwestecke des Langhauses. Er wurde mit einem Geschoss aus Holzfachwerk aufgestockt, das die Turmuhr und den Glockenstuhl beherbergt, und mit einem achtseitigen Knickhelm bedeckt. 
Zur Kirchenausstattung gehört ein Flügelaltar aus dem frühen 16. Jahrhundert, mit einer Kreuzigungsgruppe auf dem Altarretabel und einer Darstellung des Abendmahls auf der Predella. Die Orgel mit 19 Registern wurde 1963 von der Giengener Orgelmanufaktur Gebr. Link nach Plänen von Helmut Bornefeld erbaut. Der barocke Prospekt der Vorgängerorgel von Georg Martin Gessinger wurde dabei wiederverwendet.